# John Deacon
Pour les articles homonymes, voir Deacon.
John Deacon, né le 19 août 1951 à Oadby, dans le comté de Leicestershire en Angleterre, est un musicien et auteur-compositeur britannique.
Il mène sa carrière musicale en tant que bassiste du groupe Queen. Il joue également de la guitare acoustique et de la guitare rythmique, ainsi que du clavier sur plusieurs albums. Il est l'auteur des hits You're My Best Friend, I Want to Break Free, ainsi que Another One Bites the Dust (meilleure vente de single de Queen aux États-Unis), Spread Your Wings ou encore Back Chat. Il est également l'inventeur du Deacy Amp.
Des quatre membres du groupe, il est le dernier à y entrer mais aussi le plus jeune ; il a seulement 19 ans quand il le rejoint. Deacon prend sa retraite en octobre 1997 et choisit de ne pas participer aux formations Queen + Paul Rodgers et Queen + Adam Lambert.

## Biographie

### Enfance
John Richard Deacon naît le 19 août 1951. Il grandit à Leicester avec son père Arthur Henry et sa mère Lilian Molly, ainsi que sa plus jeune sœur Julia, née en 1956. Son père travaille pour la compagnie d’assurance Norwich Union. En 1956, ses parents l’inscrivent à l’école primaire The Lindon Junior School à Evington.
Il a sept ans lorsque ses parents lui achètent sa première guitare électrique, une Tommy Steele rouge en plastique.
En 1960, la famille déménage à Oadby, dans la banlieue de Leicester, et John entre à la Langmoor Junior School.
Bien qu’il aime beaucoup la musique, principalement Les Beatles, son principal loisir est l’électronique, passion qu’il partage avec son père.
En 1962, à onze ans, alors qu’il vient d’entrer au Gartree High School, il décide d’apprendre à jouer de la guitare acoustique et commence à économiser pour pouvoir s’en acheter une, en distribuant les journaux le matin. Bientôt, il réunit l’argent nécessaire et en joue dans son garage avec ses amis.
Cette même année, son père meurt d’une crise cardiaque, ce qui affecte beaucoup le petit John, car ils étaient très proches.

### The Opposition
Il est encore à Leicester quand il forme son premier groupe, The Opposition, en 1965, à l'âge de 14 ans. Le groupe est alors composé de Richard Young (chant), Clive Castledine (basse), Nigel Bullen (batterie) et John à la guitare rythmique. Il a emprunté de l’argent à Richard pour pouvoir se payer sa Hofner.
Deacon est aussi chargé d’archiver tout ce qui concerne le groupe comme des coupures de journaux, des publicités mettant en vedette The Opposition.
Ils donnent beaucoup de concerts à Leicester et ses alentours, lorsqu’en avril 1966, un nouveau membre, nommé Pete Bart, remplace le bassiste Clive Castledine. Le groupe pense que Clive a un niveau en dessous des autres. John Deacon, qui a acheté une basse EKO, reprend le poste immédiatement. Et comme le groupe a changé de formation, ils adoptent le nom de The New Opposition.
En septembre 1966, John entre à la Beaucamp Grammar School de Leicester. L’électronique l’intéresse toujours et il continue ses études avec beaucoup d’enthousiasme, bien que cela ne l’empêche pas de donner des concerts avec son groupe, qui s’est déjà fait un nom en jouant dans des clubs et des fêtes de particuliers.
En janvier 1967, le groupe change de nouveau son nom, il redevient The Opposition, puis Art en mars 1968.

### Arrivée à Londres
En juin 1969, John Deacon passe et obtient son General Certificate of Education avec huit O-Level et trois A-Level, tous avec une note de A. Après quatre ans passés avec le groupe, Deacon joue son dernier concert en août 1969. Il quitte les Art pour se consacrer à ses études, car il vient d’être accepté au Chelsea College de Londres, où il va étudier l’électronique.
Alors qu’il a obtenu les first Class Honours Degree pour sa première année, John Deacon change d’établissement et s’inscrit au King's College.
Bien qu’il ait laissé sa basse et son ampli chez lui à Oadby, après un peu plus d’un an passé sans jouer, il décide alors de rejoindre un nouveau groupe au début de la seconde année. Il convainc sa mère de lui apporter son matériel à Londres. Et comme son colocataire, Peter Stoddart, joue de la guitare, ils forment un nouveau groupe avec deux autres camarades de classe, ils s’appellent les Deacon. Mais John n’est pas très satisfait, il trouve le niveau du groupe trop faible.
À ce moment-là, Queen a déjà été formé par Brian May, Freddie Mercury et Roger Taylor, Deacon est même allé les voir en concert en octobre 1970.

### Queen
Au début de l’année 1971, il se rend avec son ami Peter Stoddart et une amie nommée Christine Farnell au Maria Assumpta Teacher Training College. Christine leur présente trois de ses amis : Roger Taylor, Brian May et John Harris. Et comme les deux membres de Queen cherchent un bassiste, ils demandent à John s’il aimerait faire un essai avec eux.
Quelques jours plus tard, il est auditionné à l’Imperial College de Londres et devient le dernier membre à rejoindre le groupe en février 1971. Deacon a été choisi pour son talent musical, son calme et ses connaissances en électronique. Les membres de Queen pensent que son caractère est propice à une bonne adaptation et intégration (le groupe existe depuis presque un an).
John a été diplômé en électronique en juin 1972 et commence la préparation d’une MSc. Mais il arrête définitivement les cours en mars 1974, à mi-chemin de l’obtention de sa maîtrise, en raison du succès obtenu par Queen.
Plus tard, grâce à sa formation en tant qu’ingénieur en électronique, il construira et adaptera des équipements pour le groupe. Sa plus célèbre invention reste le Deacy Amp, utilisé par lui-même et par Brian May comme sur le final de Bohemian Rhapsody.
Dans le premier album de Queen, on peut voir inscrit Deacon John au lieu de John Deacon. Mais, plus tard, il demandera que son nom soit remis dans le bon sens. En effet, John n’était pas d’accord avec ce changement que Roger Taylor et Freddie Mercury avaient décidé pour lui.
La première chanson qui a été créditée en partie à John Deacon est Stone Cold Crazy sur l’album Sheer Heart Attack ; cette musique est signée Queen. Mais sa première vraie composition personnelle est Misfire du même album. Il a eu beaucoup plus de succès avec son deuxième titre You're My Best Friend, qui a été un tube international. En effet, c’est la première fois qu’une musique signée John Deacon sort en 45 tours.
En plus de son travail de musicien, John Deacon s’est chargé des finances du groupe.

### Dernières apparitions et retraite
Le 24 novembre 1991, Freddie Mercury, affaibli par le virus du sida, meurt des suites d'une pneumonie. Cela annonce la fin du groupe Queen en tant que tel.
Le 20 avril 1992, John Deacon ainsi que les deux autres membres restants de Queen participent au Freddie Mercury Tribute. En 1993, John et Roger Taylor font une apparition lors du concert à Cowdray Ruins, interprétant six chansons. Entre 1993 et 1995, John Deacon travaille avec Brian May et Roger Taylor afin de terminer l'album Made in Heaven. Le 17 janvier 1997 il fait sa dernière apparition publique avec Queen à l'occasion d'un ballet de Maurice Béjart à Paris où le groupe joue The Show Must Go On avec Elton John au chant.
En octobre 1997, John Deacon fait son dernier enregistrement avec Queen, il s'agit de No-One but You (Only Good Die Young). À partir de 1997, il prend définitivement sa retraite. Freddie l'encourageait toujours à écrire et veillait toujours à ce qu'il apporte ses idées au groupe. John a été très affecté par la mort du chanteur. Il choisit de ne pas collaborer avec Paul Rodgers, mais, malgré cela, on peut voir sur l'album The Cosmos Rocks une petite note de remerciement à John Deacon. En effet, même s'il ne participe plus aux travaux de Brian May et Roger Taylor, John leur a donné son approbation.
Mais il est tout de même mécontent de la reprise de We Are the Champions par Robbie Williams accompagné de Brian May et Roger Taylor, pour la bande originale de Chevalier. Dans un entretien accordé au Sun, il dit :

« C'est l'une des meilleures chansons jamais écrites, et je pense qu'ils l'ont gâchée. Je ne veux pas être méchant, mais disons que Robbie Williams n'est pas Freddie Mercury. Freddie ne pourra jamais être remplacé - et certainement pas par lui. »

Il vit désormais à Putney dans le sud-ouest de Londres avec Veronica Tetzlaff, son épouse depuis le 18 janvier 1975. Ils ont eu six enfants : Robert (18 juillet 1975), Michael (3 février 1978), Laura (25 juin 1979), Joshua (13 décembre 1983), Luke (5 décembre 1992) et Cameron (7 novembre 1993).
Selon le The Sunday Times Rich List, sa fortune est estimée, en 2008, à 65 millions de £.
Dans les années 2010, il est à peine, voire plus du tout, en contact avec les autres membres de Queen,, pratiquement reclus et sorti de la vie publique. Il ne participe plus aux activités du groupe, que ce soit les albums et promotions, l'introduction au Rock and Roll Hall of Fame en 2001, les tournées en public ou le film Bohemian Rhapsody (dans lequel il est joué par l'acteur Joseph Mazzello). May et Taylor respectent son retrait mais le regrettent.

## Travaux solos
En 1986, John réalise son premier et unique travail comme soliste. Il forme le groupe The Immortals avec Robert Ahwai et Lenny Zakatek, pour enregistrer un seul et unique single intitulé No Turning Back, qui apparaîtra dans le film Biggles, dans lequel John fait une petite apparition.

## Ses performances

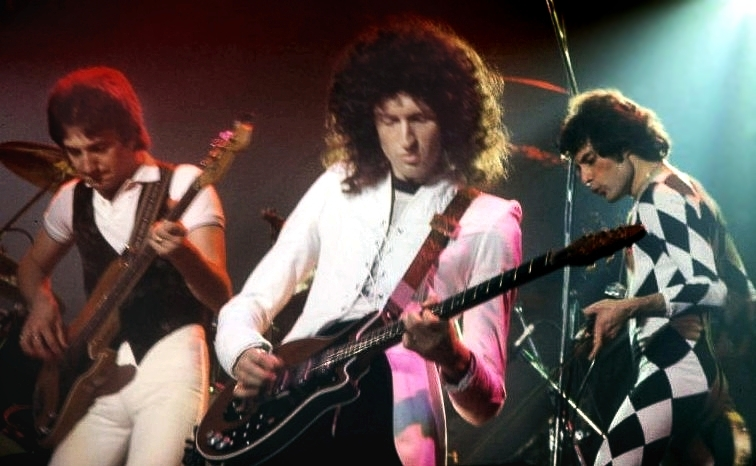
Le groupe Queen.

### Instruments joués
Deacon joue de la guitare rythmique en plus de la guitare basse, faisant le rythme sur chaque album de Queen. Il joue aussi de la guitare acoustique. Beaucoup de parties de guitare sur Hot Space sont le travail de John Deacon. Il joue parfois du synthétiseur et de la guitare électrique sur ses propres compositions. Il compose souvent au piano, jouant même d'un piano électrique sur You're My Best Friend, sa première composition avec cet instrument. On peut aussi le voir jouer du piano et de la batterie dans les clips de Spread Your Wings et One Vision, mais ce n’est pas lui qui joue dans les versions studio des titres. Deacon joue du triangle dans la version live de Killer Queen. Il joue de la contrebasse, notamment sur la chanson 39. Brian May lui demande de jouer de la contrebasse en plaisantant, mais, quelques jours plus tard, il trouve Deacon dans le studio avec l'instrument.

### Compositions
Deacon composait aussi pour Queen et tout comme les trois autres membres du groupe, il possède son single classé no 1.
Ses compositions sont très variées. Elles varient du pop rock au funk. Il a été l’auteur de quelques-uns des plus grands succès de Queen comme : You're My Best Friend, chanson composée pour sa femme Veronica avec laquelle il venait de se marier, Another One Bites the Dust, le single le plus vendu de Queen aux États-Unis, et I Want to Break Free.
Il a coécrit Friends Will Be Friends avec Freddie Mercury et coécrit les accords de The Miracle avec Mercury toujours. Tous sont sur le Greatest Hits II. De plus, c'est Deacon qui est à l’origine du riff d’Under Pressure.
Il a aussi composé : Misfire, You And I, Spread Your Wings, Who Needs You, If You Can't Beat Them, In Only Seven Days, Need Your Loving Tonight, Execution Of Flash, Arboria, Back Chat, Cool Cat (avec Freddie), One Year Of Love, Pain Is So Close To Pleasure (avec Freddie), Rain Must Fall (avec Freddie), My Baby Does Me (avec Freddie), My Life Has Been Saved (signé Queen).

### Technique
En tant que bassiste, ses meilleures performances se trouvent sur les chansons Another One Bites the Dust, Dragon Attack, Father to Son, Liar, Don't stop me now, Brighton Rock, The March of the Black Queen, You're My Best Friend, The Millionaire Waltz, We Are the Champions, Crazy Little Thing Called Love, A Kind of Magic, Under Pressure, Back Chat et Jealousy.
Le style de Deacon est rarement rencontré dans des groupes de rock des années 1970. En effet, il utilise sa basse comme un instrument principal et comme instrument rythmique. La basse est l’instrument principal dans Dragon Attack, Another One Bites the Dust ou A Kind of Magic.
Certaines de ses lignes de basse sont très complexes et difficiles à jouer, telles que The Millionaire Waltz, I'm Going Slightly Mad ou You're My Best Friend.
En concert, Deacon montre une très grande technique avec de nombreux runs, des walking bass lines et un rapide changement de note.
Il a souvent utilisé ses doigts en studio pour jouer, mais en concert il se sert, sur plusieurs chansons, d'un médiator. Deux de ses marques de fabrique sont de lécher ses doigts lorsqu’il joue et de coincer deux médiators sous son pickguard.
À la guitare, il fait quelques rythmes remarquables dans des chansons telles que Staying Power, Another One Bites the Dust et Misfire. Il a composé et joué de la guitare espagnole sur Who Needs You.

### Chant
Deacon est le seul membre de Queen à ne jamais avoir chanté en tant que voix principale sur aucune musique. Il admet qu’il était incapable de rivaliser avec les trois voix de ses collègues et n’avoir jamais chanté sur aucun morceau studio. Deacon n’est crédité dans aucun des albums de Queen en tant que chanteur. D’ailleurs, lors des premiers concerts, il n’avait pas de micro. Il n’en a eu qu’après l’album Sheer Heart Attack : on peut l’entendre chanter sur Liar lors de nombreux concerts ; il partage alors le micro de Freddie Mercury. Lors du concert à l’Earls Court en 1977 on peut clairement l’entendre sur Somebody To Love et In the Lap of the Gods Revisited. Il y a également de nombreux concerts (dont le célèbre Live At Wembley) où il est possible qu'il ait chanté mais soit mixé trop faiblement dans l'harmonie vocale pour que sa voix soit clairement distinguée.

## Équipements

### Liste des basses de Deacon
La première basse de John Deacon était une Eko.
Plus tard il utilisa une Rickenbacker 4001, c’est avec elle qu'il se présenta devant Queen pour son audition. Il s’en servira durant les tout premiers concerts et la session d’enregistrement aux studios De Lane Lea en 1971.
Lorsque le groupe a commencé à enregistrer aux studios Trident, il eut des problèmes avec celle-ci et acquit deux Fender precision 1967 Sunburst Finish avec pour seule différence : un logo argenté et un logo noir. La première est devenue son instrument principal pour les derniers concerts de 1972 et toutes les tournées de 1973-1975. Mais avant A Night At The Opera l’ordre fut inversé. On peut voir la deuxième version dans les vidéos Liar, Killer Queen, Keep Yourself Alive… Ensuite, John Deacon voulut donner un nouveau look à ses deux basses. Il enleva la peinture pour lui donner un aspect naturel. Cette version peut se voir en live durant les tournées de 1975 jusqu’aux tournées de 1985. On peut aussi la voir dans les vidéos de Bohemian Rhapsody, Somebody To Love, We will Rock You ou encore A Kind Of Magic. Et de nouveau, avant le Magic Tour, il décida de remodeler ses basses. Cette fois-ci elles furent peintes en noir. Avec cette nouvelle apparition on peut les voir dans These Are The Days Of Our Lives et The Freddie Mercury Tribute Concert.
Au début de l’année 1977, John Deacon eut une nouvelle basse : une Fender precision Fretless avec des finitions Sunburst, qu'il utilisait pour '39 (émulation de la contrebasse utilisée lors de l'enregistrement original) et My Melancholy Blues sur scène. En studio, on peut l’entendre sur Jealousy.
En 1977, alors que la tournée aux États-Unis venait de commencer, Peter Hince acheta à John Deacon une MusicMan StingRay de couleur sunburst. Il l’utilisa pour cette tournée en tant que basse principale et quelques vidéos (Another One Bites The Dust, Tie Your Mother Down, Fat Bottomed Girls). Du News of the world Tour jusqu'au The Works Tour en 1985, la MusicMan sera utilisée seulement pour des musiques particulières (Sheer Heart Attack, Another One Bites the Dust et Back Chat), et utilisés parfois en studio aussi.
En 1979, il essaya une Old Fender precision 1955 Masterbuilt, avec laquelle il enregistra au moins une piste de The Game et qu'il utilisa pour mimer sa performance dans la vidéo de Back Chat (1982).
En 1980, Kramer lui fit un nouveau modèle personnalisé. Il s’agit d’un modèle DMZ qu’il utilise dans les vidéos Play the Game et Las Palabras De Amor et en tant que basse de rechange durant le Queen Rock Montréal jusqu’au Hot Space Tour.
En 1981, Fender lui conçut un prototype spécial de Precision de couleur jaune que Deacon utilisa pour l’enregistrement de l’album Hot Space (Under Pressure en particulier) ainsi que les concerts entre 1981 et 1985. Il est possible de voir la basse dans les interprétations lives de Under Pressure.
Au milieu des années 1980, une nouvelle Fender precision Elite 1 rouge lui servit pour mimer des performances durant les vidéos (One Vision, I want it all, Headlong), mais aussi durant le concert au Knebworth et au Freddie Mercury Tribute Concert pendant Radio Ga Ga.
En 1986, John Deacon se sert d’une Warwick Buzzard couleur café pour les vidéos promotionnelles (Friends Will Be Friends).
À la fin des années 1980, un luthier, Roger Giffin, fabriqua une nouvelle basse pour John Deacon, de couleur marron. On peut la voir dans Princes Of The Universe, The Invisible Man et Breakthru.
Pour la vidéo Killer Queen de 1974 (pour la télévision allemande), on peut voir John Deacon utiliser une Fender Jazz Bass couleur café.

### Amplificateurs et pédales d'effets
Deacon utilisa plusieurs marques d'amplis durant toute sa carrière.
Dans les années 1970, il se servit d'enceinte de marque Orange, HiWatt et Acoustic 371. Pendant les années 1980, il utilisa les marques Peavey et Sunn.
Lors de la tournée pour la promotion de l'album "Queen II", John acquit une pédale d'effet de marque Schaller pour pouvoir contrôler le volume de sa basse durant les concerts.

### Autres instruments
Pour ses guitares acoustiques, il utilisait une Martin D-18 et une Ovation. Le piano dont il jouait dans Another One Bites the Dust était un Bösendorfer et dans You're My Best Friend un piano électrique Wurlitzer. Pour les synthétiseurs, il se servait d’un Oberheim OB-X, un Roland Jupiter-8 et un Yamaha DX7.

## Discographie

### Avec Queen
Chansons composées par John Deacon et sortis en singles :
- You're My Best Friend [A Night at the Opera]
- Spread Your Wings [News of the World]
- Another One Bites the Dust et Need Your Loving Tonight [The Game]
- Back Chat [Hot Space]
- I Want to Break Free [The Works]
- Friends Will Be Friends, Pain Is So Close to Pleasure (coécrites avec Freddie Mercury) et One Year of Love [A Kind of Magic]

### Collaborations
- 1983 : Picking Up Sounds de Man Friday et Jive Junior - coécrit, produit et joue les lignes de basse.
- 1984 : It's An Illusion de Roger Taylor - basse.
- 1984 : I Cry For You [Remixed] de Roger Taylor - basse.
- 1985 : Too Young d'Elton John - basse.
- 1985 : Strawberry Switchblade des Strawberry Switchblade (en) - production de l'album.
- 1986 : Angeline d'Elton John - basse.
- 1986 : This Is Your Time de Errol Brown - coécrit et joue les lignes de basse.
- 1987 : I Dream Of Christmas de Anita Dobson - basse.
- 1988 : Roulette de Minako Honda - coécrit (en fait : No Turning Back est la même musique avec d'autres paroles).
- 1988 : How Can I Go On de Freddie Mercury & Montserrat Caballe - basse.
- 1989 : Who Wants to Live Forever de Ian & Belinda - basse.
- 1992 : Nothin' But Blue de Brian May - basse.
- 1992 : Somewhere In Time de Cozy Powell - basse.
- 1994 : Bushfire de Steve Gregory (en) - basse.
- 1997 : That's The Way God Planned It de SAS Band - basse.